# Serie B 1990/1991
Soutěžní ročník Serie B 1990/91 byl 59. ročník druhé nejvyšší italské fotbalové ligy. Soutěž začala 9. září 1990 a skončila 16. června 1991. Účastnilo se jí 20 týmů, z toho se 12 kvalifikovalo z minulého ročníku, 4 ze Serie A a 4 ze třetí ligy. Nováčci ze třetí ligy jsou: Taranto FC, Modena FC, Salernitana Sport, AS Lucchese Libertas.

## Tabulka
| Poř. | Tým                   | Z  | V  | R  | P  | VG | OG | B  |
| ---- | --------------------- | -- | -- | -- | -- | -- | -- | -- |
| 1.   | Foggia Calcio         | 38 | 21 | 9  | 8  | 67 | 36 | 51 |
| 2.   | AC Hellas Verona      | 38 | 15 | 15 | 8  | 42 | 29 | 45 |
| 3.   | US Cremonese          | 38 | 12 | 19 | 7  | 28 | 21 | 43 |
| 4.   | Ascoli Calcio 1898    | 38 | 13 | 16 | 9  | 48 | 34 | 42 |
| 5.   | Calcio Padova         | 38 | 13 | 15 | 10 | 41 | 36 | 41 |
| 6.   | AS Lucchese Libertas  | 38 | 10 | 20 | 8  | 29 | 30 | 40 |
| 7.   | AC Reggiana           | 38 | 12 | 15 | 11 | 52 | 45 | 39 |
| 8.   | Udinese Calcio 1      | 38 | 13 | 17 | 8  | 53 | 43 | 38 |
| 9.   | Brescia Calcio        | 38 | 9  | 19 | 10 | 29 | 32 | 37 |
| 10.  | Ancona Calcio         | 38 | 11 | 15 | 12 | 38 | 43 | 37 |
| 11.  | Taranto FC            | 38 | 10 | 17 | 11 | 28 | 33 | 37 |
| 12.  | AC Riunite Messina    | 38 | 9  | 19 | 10 | 34 | 45 | 37 |
| 13.  | Modena FC             | 38 | 10 | 16 | 12 | 35 | 35 | 36 |
| 14.  | Pescara Calcio        | 38 | 9  | 18 | 11 | 36 | 32 | 36 |
| 15.  | US Avellino           | 38 | 11 | 14 | 13 | 27 | 36 | 36 |
| 16.  | Cosenza Calcio 1914 2 | 38 | 11 | 14 | 13 | 38 | 50 | 36 |
| 17.  | Salernitana Sport 2   | 38 | 7  | 22 | 9  | 29 | 38 | 36 |
| 18.  | Reggina Calcio        | 38 | 7  | 16 | 15 | 29 | 37 | 30 |
| 19.  | US Triestina Calcio   | 38 | 7  | 16 | 15 | 33 | 43 | 30 |
| 20.  | Barletta Calcio Sport | 38 | 8  | 12 | 18 | 29 | 47 | 28 |

Poznámky
- Z = Odehrané zápasy; V = Vítězství; R = Remízy; P = Prohry; VG = Vstřelené góly; OG = Obdržené góly; B = Body
- za výhru 2 body, za remízu 1 bod, za prohru 0 bodů.
- 1  Udinese Calcio přišla během sezóny o 5 bodů.
- 2  Cosenza Calcio 1914 a Salernitana Sport sehráli utkání (1:0) o setrvání v soutěži.

|  | Postup do Serie A 1991/92  |
|  | Sestup do Serie C1 1991/92 |

## Střelecká listina
| P. | Nár       | Hráč               | Tým                 | Branky |
| -- | --------- | ------------------ | ------------------- | ------ |
| 1. | Itálie    | Francesco Baiano   | Foggia Calcio       | 22     |
| 1. | Argentina | Abel Balbo         | Udinese Calcio      | 22     |
| 1. | Brazílie  | Walter Casagrande  | Ascoli Calcio 1898  | 22     |
| 4. | Itálie    | Fabrizio Ravanelli | AC Reggiana         | 16     |
| 5. | Itálie    | Gigi Marulla       | Cosenza Calcio 1914 | 15     |
| 5. | Itálie    | Roberto Rambaudi   | Foggia Calcio       | 15     |
| 7. | Itálie    | Sandro Tovalieri   | Ancona Calcio       | 13     |
| 8. | Itálie    | Giuseppe Signori   | Foggia Calcio       | 11     |
| 9. | Itálie    | Maurizio Ganz      | Brescia Calcio      | 10     |
| 9. | Itálie    | Lorenzo Scarafoni  | US Triestina Calcio | 10     |